# Wien Westbahnhof

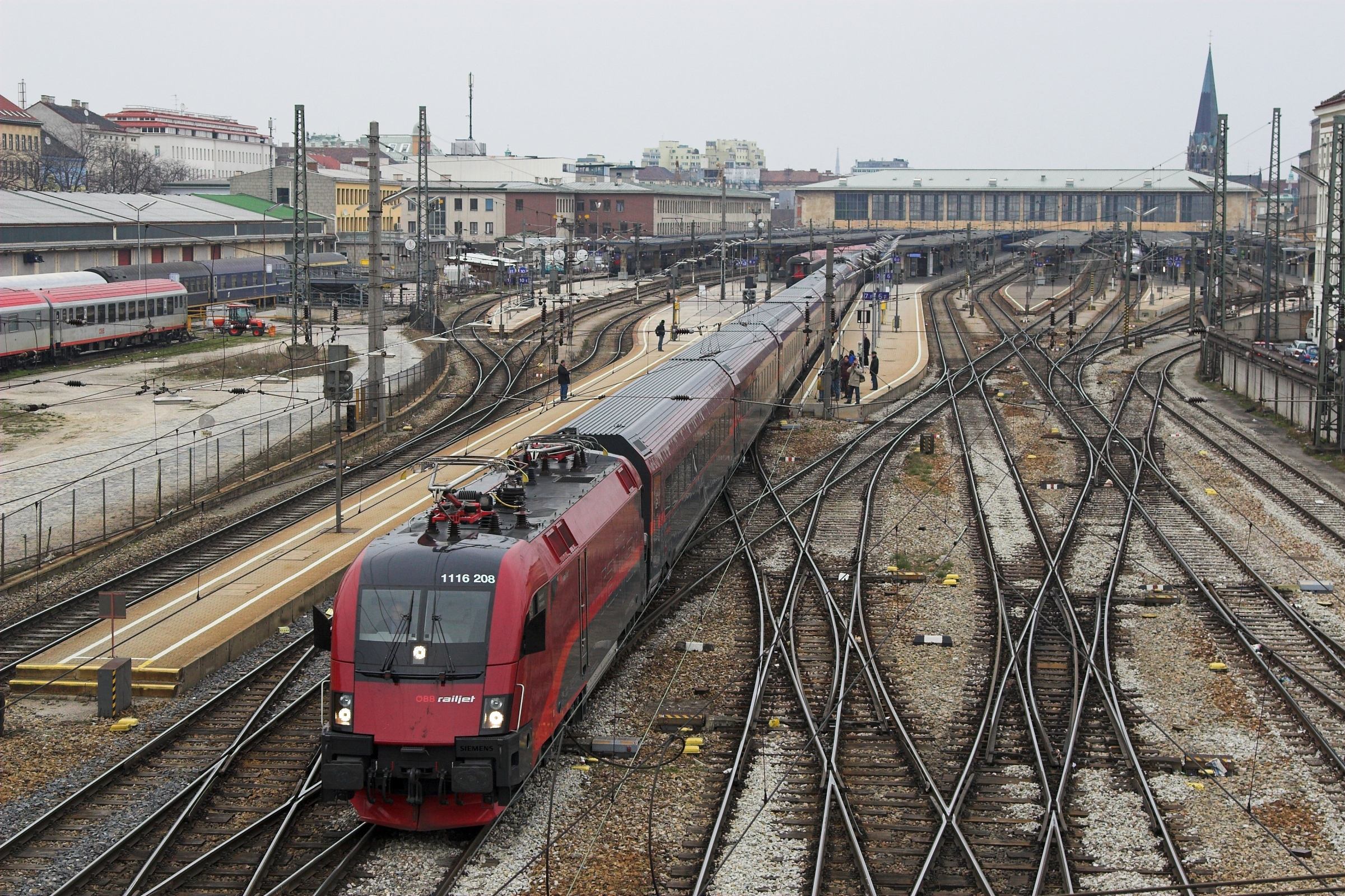
Vlak Railjet vyjíždí ze stanice (rok 2009)

Wien Westbahnhof (česky: Vídeň západní nádraží) je bývalé nejvýznamnější nádraží ve Vídni. Mezi roky 2008 a 2011 byla budova nádraží kompletně přestavěna. Stanice a budova nádraží byla oficiálně otevřena 23. listopadu 2011.

## Historie a poloha
Stanice má stejně jako další tři velká vídeňská nádraží hlavové (koncové) uspořádání kolejí. Je v provozu od roku 1858 a s centrem města je spojeno několika tramvajovými linkami a trasami U3 a U6 vídeňského metra. Do stanice zajížděly IC vlaky ze Slovenska, Maďarska či Německa. Od prosince 2015 sem zajíždějí pouze regionální vlaky státního dopravce ÖBB a vlaky soukromého dopravce WestBahn (směr Linec, Salcburk).

## Nové centrální nádraží
Nedaleko bývalé a odstraněné stanice Wien Südbahnhof je od roku 2015 zcela otevřené nové vídeňské hlavní nádraží (částečně otevřeno od roku 2012), které už dostačuje současným přepravním nárokům.